# Hatütemű motor
A hatütemű motor olyan belső égésű hőerőgép, amelynél a működés során keletkező hulladékhőt két további ütemet beiktatva munkavégzésre hasznosítják. A még szabadalmaztatásra váró, ám a bemutatókon a szakembereket már megnyerő konstrukció nagy előnye, hogy a motor működése közben keletkező hőenergiát újra hasznosítja és így kevesebb üzemanyagot használ el. Ezáltal a környezetet is jobban kíméli hagyományos, négyütemű társainál.
1883 óta több változatot is bemutattak a feltalálók. Többek között Leonard Dyer feltalálta az első hatütemű belsőégésű vízbefecskendezés motort 1915-ben, amely nagyon hasonlít a legutóbbi amerikai mérnök, a dél-kaliforniai Bruce Crower jelentkezett találmányára.
Crower a konstrukciójával a motor hősugárzásával és az égésgázok távozásával kárba vesző hőenergiából igyekszik minél többet hasznosítani. Ehhez konstruálta a félliteres hengerűrtartalmú, egyhengeres, ám hatütemű és kétfajta üzemanyaggal működő kísérleti, demonstrációs motorját. A hagyományos, belsőégésű motorokban elégetett üzemanyag hőenergiájának csak egynegyede fordítódik a jármű hajtására. A többi zöme a kipufogóból kikerülve a környezetet terheli, vagy a lég- illetve alkatrészsúrlódási ellenállás leküzdésére használódik el.
Ennek lényege, hogy ezt a hőt hasznosítja további két ütemmel: ennél a konstrukciónál egy adagoló vizet fecskendez a hengerbe, ahol az szinte robbanásszerűen nagynyomású gőzzé alakul, és lenyomja a dugattyút.
Így az eddig felhasználatlanul és károkat okozóan távozó hőnek mintegy harmada a második munkaütemben újrahasznosul, és a számítások szerint 30%-kal emeli a teljesítményt, miközben az üzemanyagból nem fogy több, illetve akkora teljesítményt ad, mint egy 30%-kal nagyobb négyütemű motor, és az üzemanyag-fogyasztása is 30%-kal kisebb.

## A hatütemű körfolyamat
Az első ütem: a szívás
A lefelé haladó dugattyú maga után szívja a porlasztóból a benzin-levegő keveréket. A porlasztó által elporlasztott levegővel összekevert benzin a szívócsövön keresztül áramlik a henger belsejébe.
Amikor a dugattyú az alsó helyzetbe ér, a dugattyú fölötti hengertér teljesen feltöltődik a benzin-levegő keverékkel. A dugattyú a legfelső helyzetről (felső holtpont) a legalsó helyzetre (alsó holtpont) való mozgáskor a forgattyútengely fél fordulattal elfordult. Ettől a pillanattól kezdődik a második ütem.
A második ütem: a sűrítés
A vezérműtengely által vezérelt szívószelep elzárja a szívócső furatát. A forgattyús tengely további forgása következtében a dugattyú lentről felfelé halad.
Az előző ütemben beszívott benzin-levegő keverék nem tud kiáramlani a hengerből (a kipufogószelep szintén zárva van). A dugattyú tehát a fölötte lévő keveréket erősen összenyomja (összesűríti). Attól a pillanattól kezdve, hogy a dugattyú ismét a legfelső helyzetbe kerül, kezdődik a harmadik ütem.
A harmadik ütem: a terjeszkedés (munkavégzés)
Amikor a dugattyú a felső helyzetet eléri, a gyújtógyertya elektródái között villamos szikra ugrik át. Ez a szikra meggyújtja az égéstérben összesűrített benzin-levegő keveréket, ami robbanásszerűen elég
A terjeszkedő gázok óriási nyomása a dugattyút fentről lefelé löki. A dugattyú a hajtórúdon keresztül fél fordulattal elfordítja a forgattyús tengelyt, aminek e fél fordulata ez esetben a motor hasznos munkája. A keletkező égésterméket el kell távolítani a hengerből. Ez már a negyedik ütem alatt zajlik le.
A negyedik ütem: a kipufogás
A dugattyú az alsó helyzetből – ahová az előző ütemben került – ismét felfelé halad. Ekkor viszont nyitva van a kipufogószelep, és a dugattyú kitolja maga előtt a kipufogócsőbe az égésterméket. Ekkor a henger még tűzforró, 500 °C-ra is fölhevül.
Miután a dugattyú ismét a legfelső helyzetbe kerül, záródik a kipufogószelep.
Az ötödik ütem: a gőz munkavégzése
A forgattyús tengelyről vezérelt adagoló vizet fecskendez a hengerbe, ahol az szinte robbanásszerűen nagynyomású gőzzé alakul, és lenyomja a dugattyút. Az ötödik ütemben tehát nem benzingáz, hanem vízgőz tágulása végzi az úgynevezett munkaütemet.
A hatodik ütem: a gőz kipufogása
A hatodik ütemben az ismét emelkedő dugattyú egy kondenzátorba (vagy a kipufogó rendszeren keresztül a szabadba) nyomja ki maga elől a gőzt, ahol az lehűlve vízzé csapódik le és újból befecskendezhető lesz.
A motor ütemei
|                       |                    |                 |              |
| 1. szívás             | 2. sűrítés         | 3. terjeszkedés | 4. kipufogás |
|                       |                    |                 |              |
| 5. terjeszkedés (gőz) | 6. kipufogás (gőz) |                 |              |